# Cheligium
Cheligium is een geslacht van vlinders van de familie spinners (Lasiocampidae).

## Soorten
- C. choerocampoides (Holland, 1893)
- C. licrisonia Zolotuhin & Gurkovich, 2009
- C. lineatum (Aurivillius, 1893)
- C. nigrescens (Aurivillius, 1909)
- C. pinheyi Zolotuhin & Gurkovich, 2009
- C. sansei Zolotuhin & Gurkovich, 2009
- C. ufo Zolotuhin & Gurkovich, 2009